# Storselet (Sorsele socken, Lappland)
Storselet är en sjö i Sorsele kommun i Lappland och ingår i Skellefteälvens huvudavrinningsområde. Sjön har en area på 2,3 kvadratkilometer och ligger 348,1 meter över havet. Sjön avvattnas av vattendraget Malån.

## Delavrinningsområde
Storselet ingår i det delavrinningsområde (726072-160833) som SMHI kallar för Utloppet av Storselet. Medelhöjden är 412 meter över havet och ytan är 44,28 kvadratkilometer. Räknas de 2 avrinningsområdena uppströms in blir den ackumulerade arean 112,09 kvadratkilometer. Malån som avvattnar avrinningsområdet har biflödesordning 2, vilket innebär att vattnet flödar genom totalt 2 vattendrag innan det når havet efter 182 kilometer. Avrinningsområdet består mestadels av skog (71 procent) och sankmarker (13 procent). Avrinningsområdet har 2,61 kvadratkilometer vattenytor vilket ger det en sjöprocent på 5,9 procent.